# Johan Claesson Uggla
Johan Claesson Uggla, född 1590, död 19 juli 1649 i Säffle, var en svensk militär.

## Biografi
Johan Claesson (Uggla) var son till Claes Arvidsson Uggla och Estrid Knutsdotter från Påarp. Uggla var överste över ett regemente i Finland under Jakob De la Gardie i ryska fejden. Uggla skrev sig till Averstad på Värmlandsnäs. Han drunknade 1649 i Säffle och begravdes vid Millesviks kyrka på Värmlandsnäs.
Uggla var gift med Margareta Gyllenmärs, dotter till Olof Gyllenmärs, och Kerstin Bröms, samt syster till lyrikern Bröms Gyllenmärs. Paret blev stamföräldrar till Averstads och Krokstads släktgren inom ätten Uggla. De hade flera barn och bland dem märks sjöamiralen Claas och dottern Christina som var mor till orientalisten Johan Gabriel Sparfwenfeldt.